# Драйсбах, Филипп
Филипп Драйсбах (нем. Philipp Dreisbach; 28 января 1891, Страсбург — 1980, Штутгарт) — немецкий кларнетист.
Окончил Страсбургскую консерваторию, ученик Жюля Юблара. С 1914 года жил и работал в Штутгарте, считался наследником мастерства Рихарда Мюльфельда. До 1948 г. солист городского оркестра. Преподавал в Штутгартской Высшей школе музыки, среди его учеников Сигурд Рашер.
В 1916 г. участвовал в премьере квинтета для кларнета и струнных Макса Регера. На первом Фестивале новейшей музыки в Донауэшингене исполнил премьеру Серенады Op. 4 Эрнста Кшенека вместе с Густавом Хавеманом, Хансом Мальке и Германом Хопфом. Выступал со струнными квартетами Карла Вендлинга и Ликко Амара, благодаря чему Пауль Хиндемит, участник второго из этих коллективов, написал для Драйсбаха свой квинтет для кларнета и струнных (1923), исполненный им с квартетом Амара в следующем году; позднейшие произведения Хиндемита для кларнета также, предполагается, написаны в расчёте на исполнение Драйсбаха.